# 池田勝 (教育者)
池田 勝（いけだ まさる、1911年3月2日 - 没年不明）は日本の教育者。

## 来歴
熊本県荒尾市に生まれる。熊本県立玉名中学校（現・熊本県立玉名高等学校・附属中学校、1928年卒業）を経て、京城帝国大学法文学部を卒業した。
卒業後は朝鮮・全州師範学校教諭となる。戦後は母校である玉名高等学校の教諭を務めた後、熊本県教育委員会指導委員となる。その後教職に復帰し、熊本県立荒尾高等学校（1956年着任）・熊本県立宇土高等学校（1960年着任）・熊本県立第一高等学校・熊本県立鹿本高等学校で校長を歴任した。荒尾高等学校長就任は、生徒のストーム事件の事後処理がその理由だった。熊本県教育委員会では指導室長も務めている。
熊本県を退職後は熊本工業大学の教授となり、歴史学を教えた。退任後は名誉教授となる。